# Симакота
Симакота (исп. Simacota) — город и муниципалитет в северо-восточной части Колумбии, на территории департамента Сантандер. Входит в состав провинции Комунера.

## История
Поселение, из которого позднее вырос город, было основано 17 сентября 1703 года.

## Географическое положение

Муниципалитет Симакота

Город расположен в центральной части департамента, в горной местности Восточной Кордильеры, к западу от реки Суарес, на расстоянии приблизительно 73 километров к юго-западу от города Букараманги, административного центра департамента. Абсолютная высота — 1057 метров над уровнем моря.
Муниципалитет Симакота граничит на северо-западе с территориями муниципалитетов Барранкабермеха и Сан-Висенте-де-Чукури, на севере — с муниципалитетом Эль-Кармен-де-Чукури, на северо-востоке — с муниципалитетами Ато и Пальмар, на востоке — с муниципалитетом Сокорро, на юго-востоке — с муниципалитетами Пальмас-дель-Сокорро и Чима, на юге — с муниципалитетами Велес и Санта-Элена-дель-Опон, на юго-западе — с муниципалитетом Пуэрто-Парра. Площадь муниципалитета составляет 1413 км².

## Население
По данным Национального административного департамента статистики Колумбии, совокупная численность населения города и муниципалитета в 2015 году составляла 7789 человек.
Динамика численности населения муниципалитета по годам:
| 2005 | 2006 | 2007 | 2008 | 2009 | 2010 | 2011 | 2012 | 2013 | 2014 | 2015 |
| ---- | ---- | ---- | ---- | ---- | ---- | ---- | ---- | ---- | ---- | ---- |
| 8910 | 8795 | 8681 | 8555 | 8434 | 8328 | 8217 | 8107 | 7996 | 7889 | 7789 |

Согласно данным переписи 2005 года мужчины составляли 53,2 % от населения Симакоты, женщины — соответственно 46,8 %. В расовом отношении белые и метисы составляли 99,4 % от населения города; негры, мулаты и райсальцы — 0,6 %.
Уровень грамотности среди всего населения составлял 82,2 %.

## Экономика
Основу экономики Симакоты составляет сельское хозяйство.
70,5 % от общего числа городских и муниципальных предприятий составляют предприятия торговой сферы, 23,5 % — предприятия сферы обслуживания, 4,5 % — промышленные предприятия, 1,5 % — предприятия иных отраслей экономики.